# 사토 준지
사토 준지(일본어: 佐藤 淳志, 1975년 2월 4일~)는 일본의 전 축구 선수이다.

## 구단 경력
과거 몬테디오 야마가타에서 활동하였다.